# 僕の秘密★兵器
『僕の秘密★兵器』（ぼくのひみつへいき）は、名古屋テレビ放送（メ～テレ）ほかで放送されたTHE WORKS製作（メ～テレはノンクレジット扱い）の深夜ドラマである。制作局の名古屋テレビ放送では、2009年10月2日から同年12月18日まで放送された。全10回。

## 概要
歴代のミスマガジン10名が週替わりで出演する1話完結の連続ラブコメディーである。また、ミスマガジンの水着姿が毎回登場するのも見どころのひとつになっているほか、放送されたエピソードは後にDVD化された。

## あらすじ
コンプレックスだらけで、何の取り柄もなく、女性とうまく行ったことのない男“一之瀬ハジメ”。そんな彼の家系には代々伝わる能力があった。それは「一之瀬家の男子の指、神の如き。好きになった女の子をくすぐり、悶えさせれば、未開の力切り開き、願い叶う」というものだった。
だが、好きになった女性に声をかけることすらできないハジメには、女性をくすぐり悶えさせることは至難の業だった。それではせっかくの“神の指＝ゴッドフィンガー”も宝の持ち腐れになってしまう。ハジメは、唯一の秘密兵器を使い、恋を成就させることができるのだろうか!?

## 出演
太字の役名はメインキャラクター。

### 主人公
- 加藤康起 - 一之瀬ハジメ役（佐武宇綺演じる一之瀬あおいの兄）

### 歴代ミスマガジン
- 佐武宇綺（ミスマガジン2009読者特別賞）- 一之瀬あおい役
- 高木古都（ミスマガジン2009審査員特別賞）- 倉木結衣役
- 中島愛里（2007ミス週刊少年マガジン）- 小西里香役
- 伊勢みはと（ミスマガジン2007読者特別賞）- 立花萌花役
- 立花彩野（ミスマガジン2001読者特別賞）- 江口杏子役
- 森はるか（マガジンメイト2008）- 橘ちえみ役
- 望月美寿々（マガジンメイト2008）- 水木薫子役
- あいか（2007ミスヤングマガジン）- 富永レイ役
- 小池唯（マガジンメイト2008[1]）- 垣内珠里役
- 佐藤さくら（2008ミス週刊少年マガジン）- 紺野あやめ役

## 主題歌
- 9nine『突然のラブコール』（シングル『Smile Again』カップリング曲）（FlyingStar Records）

## 放送日・サブタイトル
| 各話   | 放送日(メ～テレ) | サブタイトル           | 演出     | 脚本       | ヒロイン                  |
| ------ | ---------------- | ---------------------- | -------- | ---------- | ------------------------- |
| 第1話  | 2009年10月2日    | 炸裂!ゴッドフィンガー  | 大垣一穂 | 千寿みのり | 高木古都 （倉木結衣）     |
| 第2話  | 2009年10月9日    | 崖っぷちオンエアー     | 大垣一穂 | 千寿みのり | 中島愛里 （小西里香）     |
| 第3話  | 2009年10月16日   | 愛のコブラツイスト     | 大垣一穂 | 山守麻衣   | 伊勢みはと （立花萌香）   |
| 第4話  | 2009年10月30日   | サイクリングラブ       | 位部将人 | 笹原ひとみ | 立花彩野 （江口杏子）     |
| 第5話  | 2009年11月6日    | 密室ラブ               | 大垣一穂 | 丹保あずさ | 森はるか （橘ちえみ）     |
| 第6話  | 2009年11月13日   | 暗闇シースルー         | 位部将人 | 千寿みのり | 望月美寿々 （水木薫子）   |
| 第7話  | 2009年11月20日   | おしゃれコンプレックス | 山田勇人 | 山守麻衣   | あいか （富永レイ）       |
| 第8話  | 2009年12月4日    | あべこべパニック       | 山田勇人 | 山守麻衣   | 小池唯 （垣内珠里）       |
| 第9話  | 2009年12月11日   | 掴め!ラッキーナンバー  | 大垣一穂 | 千寿みのり | 佐藤さくら （紺野あやめ） |
| 最終話 | 2009年12月18日   | 妹が結婚!?             | 大垣一穂 | 千寿みのり | 佐武宇綺 （一之瀬あおい） |

## ネット局・放送時間
| 放送地域   | 放送局         | 放送期間                      | 放送日時           | 系列局         | 備考                                                          |
| ---------- | -------------- | ----------------------------- | ------------------ | -------------- | ------------------------------------------------------------- |
| 中京広域圏 | メ〜テレ       | 2009年10月2日 - 12月18日      | 金曜 25:29 - 25:59 | テレビ朝日系列 | 幹事局                                                        |
| 大阪府     | テレビ大阪     | 2009年10月3日 - 12月5日       | 土曜 25:30 - 26:00 | テレビ東京系列 | 1日遅れ（第4話～第7話までは6日、第8話～最終話までは13日先行） |
| 神奈川県   | テレビ神奈川   | 2009年10月5日 - 12月7日       | 月曜 23:00 - 23:30 | 独立UHF局      | 3日遅れ（第4話～第7話までは4日、第8話～最終話までは11日先行） |
| 福岡県     | 九州朝日放送   | 2009年10月7日 - 12月16日      | 水曜 26:20 - 26:50 | テレビ朝日系列 | 5日遅れ                                                       |
| 埼玉県     | テレビ埼玉     | 2009年10月13日 - 12月15日     | 火曜 23:30 - 24:00 | 独立UHF局      | 11日遅れ（第4話～第7話までは7日、第8話～最終話までは3日先行） |
| 静岡県     | 静岡朝日テレビ | 2009年10月23日 -              | 金曜 24:45 - 25:15 | テレビ朝日系列 | 月1回放送                                                     |
| 北海道     | テレビ北海道   | 2010年1月13日 - 3月17日       | 水曜 26:20 - 26:50 | テレビ東京系列 | 約3ヶ月遅れ                                                   |
| 福島県     | 福島放送       | 2010年1月23日 - 3月27日       | 土曜 25:00 - 25:30 | テレビ朝日系列 | 約3ヶ月遅れ                                                   |
| 宮城県     | ミヤギテレビ   | 2010年4月2日 - 6月4日         | 金曜 25:53 - 26:23 | 日本テレビ系列 | 約6ヶ月遅れ                                                   |
| 愛媛県     | あいテレビ     | 2010年8月6日 - 2010年10月15日 | 金曜 25:50 - 26:20 | TBS系列        | 約10ヶ月遅れ                                                  |
| 熊本県     | 熊本朝日放送   | 2011年3月24日 - 5月26日       | 木曜 25:15 - 25:45 | テレビ朝日系列 | 約1年5ヶ月遅れ                                                |

メ〜テレでは毎月1回、『朝まで生テレビ!』が放送されるため、その週は放送休止となる。以降は他の遅れネット局がメ〜テレより先行して放送された。また関西地区は朝日放送や独立UHF局ではなくテレビ大阪での番販扱いでネットされた。
大分朝日放送は12月21日から12月25日までの5日間、60分で1日2話放送。
本作に出演している望月美寿々の出身地・新潟県と、佐藤さくらの出身地である沖縄県では放送されていない。
エンタメ〜テレ（スカパー720ch）で再放映された。

## スタッフ
- 脚本:千寿みのり、山守麻衣、丹保あずさ、笹原ひとみ
- 番組プロデューサー:角田正子
- 監督:大垣一穂、位部将人、山田勇人
- 助監督:能勢荘志、栗田博、山本敏司
- 製作部:藤原明香、水岸康晴
- AP:藤本兼介、北原萌
- 制作デスク:澤田由紀
- 撮影:栗林伸幸
- 音声:高橋智香
- 技術デスク:星宏美
- ヘアメイク:川又梓
- 編集:田崎精一
- MA:松本研二
- 選曲・効果:有木岳人
- デスク:岩橋敦
- CGコーディネーター:浅川聡志
- CGデザイナー:仲井祐
- タイトルデザイン高橋洋子
- 車両:ブルーフラッグ
- スチール撮影・メイキング撮影:中川武士、藤森勇気
- メイキング編集:渡辺まり子
- 企画:山守文雄、松下卓也、伊藤歓、豊山義明
- 制作:THE WORKS
- 制作著作:『僕の秘密★兵器』製作委員会